# Adolf Lachman
Adolf Lachman (* 22. prosinec 1977, Pardubice) je český výtvarník věnující se převážně kresbě, digitální kresbě a malbě a postprodukci v počítači. V letech 1992 až 1996 vystudoval Výtvarnou školu Václava Hollara v Praze a od roku 1996 do 2003 Akademii výtvarných umění v Praze v Ateliéru klasických malířských technik profesora Zdeňka Berana. 
Adolf Lachman kromě kreseb a digitálních ilustrací vytváří také trojrozměrné objekty, v nichž kombinuje nalezené přírodní i průmyslové části. Má za sebou rovněž zkušenosti s komiksovou tvorbou – podle scénáře Štěpána Kopřivy nakreslil komiks A Saigon Tribute o Čtyřlístku ve Vietnamu a pracoval i na nedokončeném komiksu Pérák. Ve svém díle vytváří nový dosud neexistující svět, který sám nazval postapokalyptickým romantismem. Zobrazuje v něm vize biomechanického světa, kde se prolínají pokročilé technologie s přírodními fragmenty, motivy krajinných zákoutí na skutečných či fiktivních místech a kde čas nespěchá. 
Od roku 2008 je Adolf Lachman členem nezávislého herního vývojářského týmu Amanita Design. Podílel se na vývoji počítačových her Samorost 3 a Machinarium. Největším projektem v historii studia je hra Machinarium, jež se dočkala řady ocenění.
Text: Martina Vítková

## Samostatné výstavy
- 2024 Lachland - Svět postapokalyptické romantika Adolfa Lachmana, Galerie Villa Pellé (Pelléova vila), Praha
- 2021 MECHOLAND, Galerie města Trutnova, Trutnov
- 2019 V Mechoparku, Galerie Dvojdomek, Heřmanův Městec
- 2018 Mechobot v Muzeu, Městské muzeum Králíky
- 2016 Mechoboti Adolfa Lachmana, OGL – Oblastní galerie Liberec, Liberec
- 2012 Svět Mechobota, Východočeská galerie, Pardubice
- 2008 Industriální biocosi, Zámecká galerie Muzea středního Pootaví, Strakonice
- 2006 OBRAZY / KRESBY / OBJEKTY , Galerie Caesar, Olomouc
- 2006 OBJEKTY / KRESBY, Galerie Mázhaus, Pardubice
- 2003 Industriální cosi, diplomová práce, Galerie U prstenu, Praha
- 1999 No. 43, Městské museum a galerie, Lomnice nad Popelkou
- 1998 Svěcení kaple a Křížové cesty, Lanšperk
- 1995 Státní okresní archiv, Ústí nad Orlicí

## Kolektivní výstavy
- 2021 30 let Galerie Caesar, Galerie Caesar, Olomouc
- 2020 Robot 2020, Technické muzeum Brno, Brno
- 2020 Rodná hrouda - Současné pojetí Kunětické hory, Východočeská galerie Pardubice, Pardubice
- 2017 Fascinace skutečností - Hypperrealismus v České malbě, Museum umění Olomouc
- 2016 Nevyléčitelní romantici - Galerie města Trutnova, Trutnov
- 2015 7 statečných, Art Point, Praha
- 2014 KRAKONOŠOVÉ aneb česká komiksová špička v Trutnově, Galerie města Trutnova, Trutnov
- 2013 Signály z neznáma – Český komiks 1922-2012,  Východočeská galerie Pardubice, Pardubice
- 2012 Komix nejen v komiksu, Galerie Vltavín, Praha 1
- 2011 HYPE-R-R, Galerie Artpro, Praha
- 2011 Současná česká krajina, Galerie moderního umění, Hradec Králové
- 2010 PANAP, Univerzita Pardubice, Fakulta chemicko-technologická, Pardubice
- 2009 Bez tíže, galerie S.V.U. Mánes Diamant, Praha (s D. Hamsíkovou a M. Kuneš-Bufkovou)
- 2009 E.A.S.T.NANO, Univerzita Pardubice, Fakulta chemicko-technologická, Pardubice
- 2009 DOXNANO, Centrum současného umění DOX, Praha
- 2008 Live Art of Explosie 2008, ARTFEST Pardubice 2008, Galerie Sýpka, Pardubice
- 2008 Běh na dlouhou trat, Galerie Kotelna – Říčanský Lůvr, Říčany u Prahy
- 2008 Defenestrace, Novoměstská radnice, Praha
- 2007 Pardubická Industria, Galerie Mázhaus, Galerie Sýpka, Přihrádek, VČG, Pardubice
- 2006 BLACK ´06, Galerie Mázhaus, Galerie Sýpka, Pardubice
- 2005 Maska /podoby doby/, Galerie Mázhaus a VČD, Pardubice
- 2004 Výstava studentů AVU, Ameersberg, Německo.
- 2003 Diplomanti AVU 2003, Veletržní palác, Praha
- 2003 Čtvercová leč, Skupina ARTTODAY, Galerie Nová síň, Praha
- 2001 Malířská škola prof. Z. Berana, Wortnerův dům AJG, České Budějovice
- 2001 Výstava studentů prof. Z. Berana, Galerie Sýpka
- 2000 Portrét roku 2000, Galerie u Bílého jednorožce, Klatovy
- 2000 Die Firma, Norimberk, Německo
- 2000 Kamarádi ( Daněk, Grus, Kubík, Lachman), Galerie AVU, Praha
- 2000 AVU 2000, Mánes, Praha
- 2000 Výstava ku příležitosti 80. výročí ZUŠ, Dům hudby, Pardubice
- 2000 Výstava atelieru prof. Berana, Městské divadlo, Kolín
- 1999 Studenti AVU, Galerie Pokorný, Prostějov
- 1997 Výstava atelieru prof. Berana, Galerie U prstenu, Praha
- 1997 Výstava atelieru prof. Berana, Kulturní dům, Tábor
- 1996 Výstava atelieru prof. Berana, Galerie U prstenu, Praha
- 1995 Výstava studentů VŠVH, Brusel, Belgie.